# السياحة في صربيا

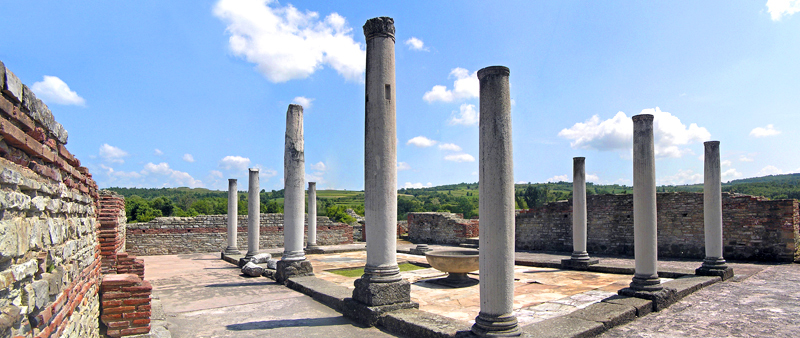
غامزيغراد موقع لقصر روماني قديم.

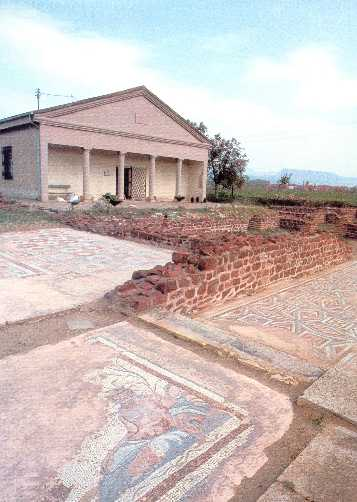
مدينة ميديانا مسقط رأس الإمبراطور قسطنطين الكبير.

السياحة في صربيا معترف بها رسميًا بوصفها منطقة أساسية للنمو الاقتصادي والاجتماعي. وقد استحوذ قطاع الفنادق والمطاعم على نحو 2.2٪من الناتج المحلي الإجمالي في عام 2015، توظف السياحة في صربيا نحو 75000 شخص، أي نحو 3٪ من القوى العاملة في البلاد.
في السنوات الأخيرة يتزايد عدد السائحين -خاصة الأجانب منهم- إلى نحو مئة ألف قادم كل عام، وحققت السياحة في عام 2019 دخلاً يقارب1.698 مليار دولار، تستضيف 3 ملايين وسبعمائة ألف سائح نصفهم من الأجانب.
كان السائحون الصينيون هم الأكثر عددًا من الزوار الأجانب، يليهم السياح من البوسنة والهرسك وبلغاريا وتركيا وألمانيا.
الوجهات الرئيسية للسياح الأجانب هي بلغراد ونوفي ساد، بينما يفضل السياح المحليون المنتجعات الصحية والمنتجعات الجبلية.
كما أصبحت السياحة الصديقة للبيئة والمستدامة تحظى بشعبية كبيرة بين السياح المحليين، حيث يزور العديد من الشباب العديد من المحميات الطبيعية والمتنزهات في الجزء الغربي والجنوب من البلاد.
تشتهر صربيا أيضًا بسياحة تذوق الطعام، في كل من المناطق الحضرية والريفية من البلاد، حيث تعد بلغراد نقطة التقاء المركزية مع أكثر من1800 مطعم ومقهى وبارات وأماكن الحياة الليلية.
تاريخ صريبا:
يرتبط أصل السياحة في صربيا بوفرة الينابيع الحرارية والمعدنية إلى حد كبير، فإن تاريخ السياحة الصربية هذا يساوي أحيانًا تاريخ المنتجعات الصحية الصربية (أصبحت الكلمة الصربية للمنتجع الصحي جزءًا من العديد من أسماء المواقع الجغرافية).
وكان لبعضها تأثير تاريخي وتطوري أوسع، إذ اكتشفت بقايا بيئات ما قبل التاريخ حولهم، وجاء الاستخدام العملي الأوسع مع الفتح الروماني في القرن الأول الميلادي، وأيضًا طور الرومان أنشطة عامة أخرى سابقة للسياحة الحديثة، خاصة حول سينغيدونوم (مدينة قديمة تطورت لاحقًا إلى بلغراد الحديثة عاصمة صربيا)، ومناطق التلال شرق المدينة على طول نهر الدانوب تمثل منطقة للنزهة، مع الكثير من الفيلات والمنازل الصيفية للمواطنين الأكثر ثراءً في منطقة أحياء بلغراد الحديثة أداهوجا وكارابورما، التي كانت خارج المدينة في العصر الروماني، واستخدمت العديد من الينابيع الحرارية للحمامات العامة.
واصل الخلفاء الرومان (البيزنطيون) استخدام المنتجعات الصحية. وفي الدولة الصربية في العصور الوسطى، ازدهرت بعض المنتجعات الصحية، وتوجد سجلات الينابيع حول شاك وأوفتار بانيا الحديثة، إذ بُنيت قباب عالية «عظيمة»، مع حوض سباحة كبير، والعديد من أحواض التبريد الأصغر (إذ كانت المياه الحرارية ساخنة جدًا)، وغرف كبيرة للمعيشة والملابس فتحت لكل من طبقة النبلاء والعامة.
ورثت صربيا أيضًا طرقًا رومانية مهمة، مثل فيا ميليتاريس، التي تطورت في العصور الوسطى إلى «طريق تساريغراد» مع تطور بعض الطرق التجارية الإضافية في الوقت المناسب.
مع عبور العديد من التجار والقوافل في البلاد، بدأت خدمات الضيافة في التطور على طول الطرق، تضمنت النزل الكبيرة ومحطات النقل مع ساحات داخلية واسعة لحفظ الحيوانات وتخزين البضائع. تحتوي النزل على طوابق عليا وغرف نوم وبعضها كان مخصصًا للتجار فقط.
أنشأ الإمبراطور دوسان التزامًا يسمى «بريسيليكا»؛ إذ كان السكان ملزمون باستضافة شخصيات محلية وممثلين أجانب، وكان إلزاميًا فقط لسكان المناطق الريفية، إذ يوجد في المدن نزل لتقديم الخدمات، وكان أصحاب النزل ملزمين بدفع أي ضرر أو نقص في أثناء إقامة القافلة في منشآتهم.
استمر استخدام المنتجعات الصحية بعد الفتح العثماني في القرن الخامس عشر، أضاف العثمانيون العمارة المحددة، التي تضمنت الحمامات التركية أو الحمامات والزخرفة الشرقية الخاصة بأغراض المنتجعات، وبعد زيارة أوفار بانيا في عام 1664، كتب المسافر العثماني ايفيليا جلبي أن هنالك 40.000 إلى 50.000 زائر خلال موسم الصيف، ولكنه وصف أيضًا المنتجع الصحي بأنه موقع للعديد من المعارض ومكان تجاري رئيسي.
نجت بعض الحمامات حتى يومنا هذا، كما هو الحال في سوكوبانجا، بينما لا يزال العديد منها قيد الاستخدام.
ظلت التلال الواقعة شرق بلغراد مواقع رحلات شهيرة خلال الفترة العثمانية. قامت الطبقات العليا ببناء العديد من البيوت الصيفية، خاصةً على تل إكمكلوك، المعروف اليوم باسم زفيزدارا.
بحلول عام 2020، أصبحت ثاني أكثر مناطق الجذب السياحي في بلغراد، إذ توفر ثلث دخل العملة الأجنبية للمدينة، كان الحي البوهيمي سكادارليجا، وهو شارع قديم مليء بالكفانا (حانة صغيرة على الطراز الشرقي) أول كفانا في بلغراد افتُتحت في عام 1522، وكان يعد أقدم مكان من هذا النوع في أوروبا. وكان يقدم القهوة التركية فقط، ولكن فيما بعد قدم النرجيلة أيضًا،على الرغم من الحروب العثمانية الهابسبورغية المتكررة في القرنين السابع عشر والثامن عشر وتغيير الحكام المهنيين في بلغراد وشمال صربيا، كان عدد الكافانات مرتفعًا دائمًا.

## مراجع

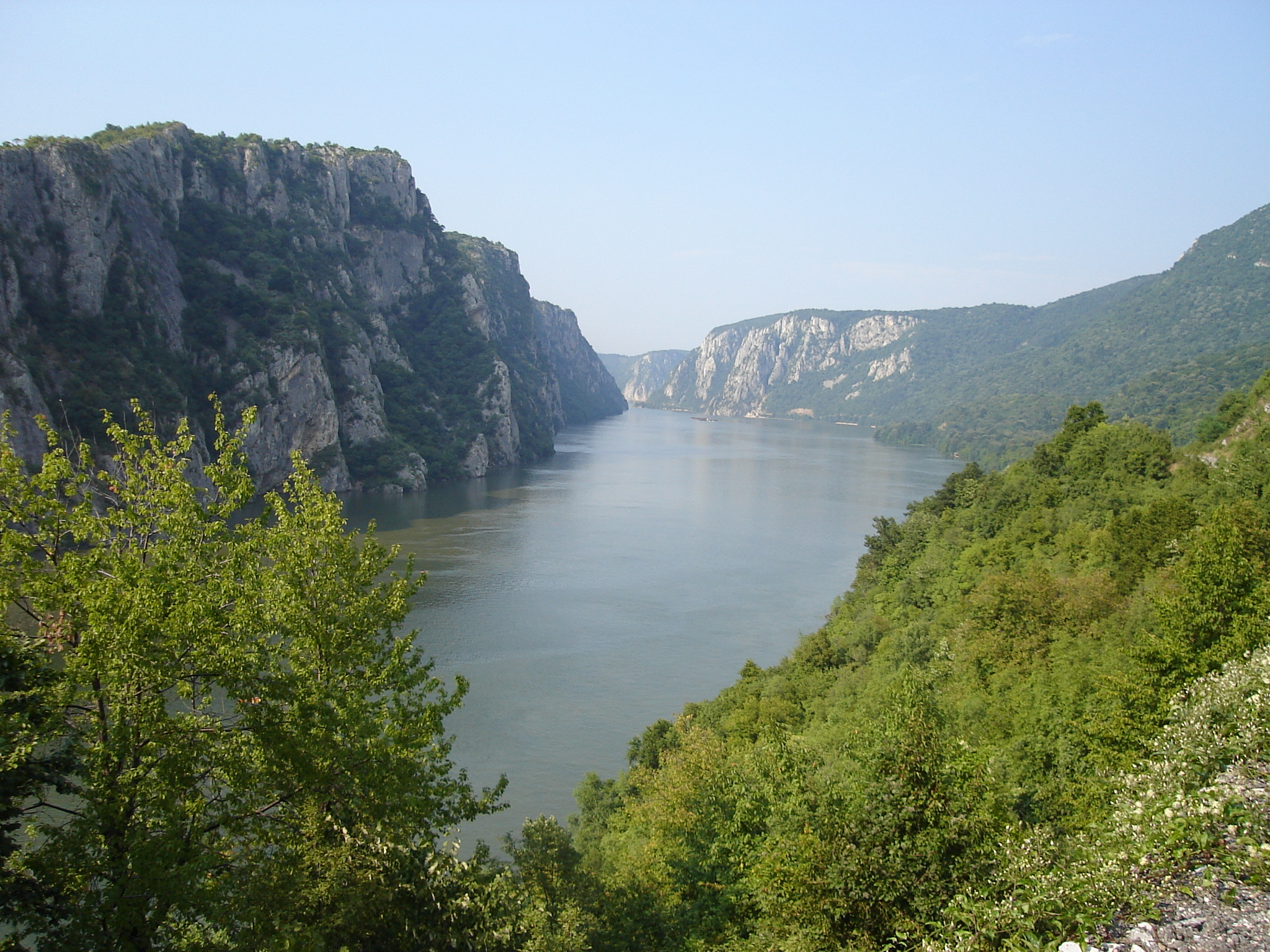
البوابات الذهبية في نهر الدانوب

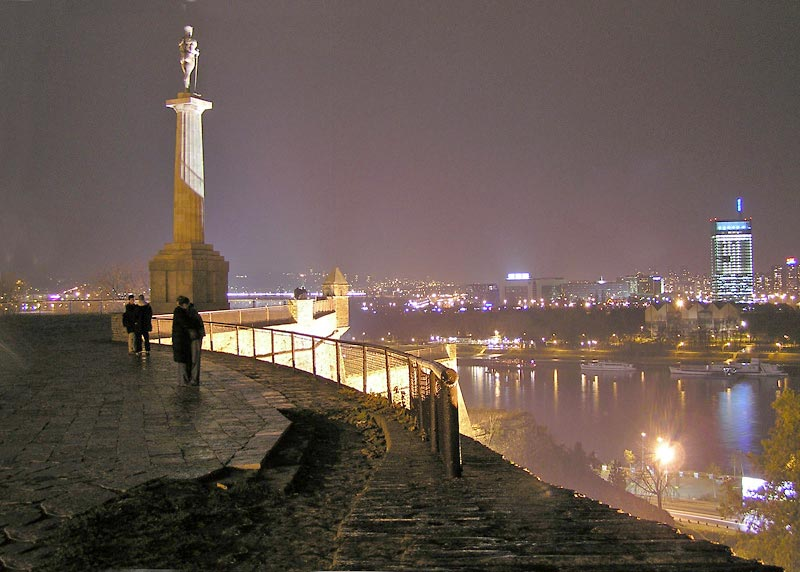
بلغراد في الليل.